# Rostov oblast
Rostov oblast (ryska: Росто́вская о́бласть, Rostovskaja oblast) är ett oblast i sydvästra Ryssland med en yta på 100 800 km² och cirka 4,2 miljoner invånare. Huvudort är Rostov-na-Donu; andra stora städer är Taganrog, Sjachty, Novotjerkassk, Volgodonsk, Novosjachtinsk och Batajsk. Oblastet gränsar mot Ukraina i väst, Voronezj oblast och Volgograd oblast i norr, Kalmuckien i öster, och Krasnodar kraj och Stavropol kraj i söder. Oblastet ingår i Södra federala distriktet, vars administrativa centrum är Rostov-na-Donu.

## Geografi
Floden Don, en av de största floderna i Europa, genomkorsar oblastet fram till mynningen i Azovska sjön. Sjöar täcker 0,4 % av oblastets yta.

## Historia
Området (Donkosackernas land) präglades på 1500- och 1600-talen av konflikter mellan krimtatarer, donkosacker (med Tjerkassk som huvudstad), osmaner (med en fästning i Azov sedan 1471) och det framväxande ryska imperiet. Genom freden i Belgrad 1739 tillföll Azov Ryssland, som sedan dess har behållit staden. Till en början var Azov traktens viktigaste stad, men 1749 anlades en tullstation vid Rostov, som 1761 fick en fästning och 1797 stadsrättigheter. 1779 överflyttades 12 600 armenier från Krim till bosättningen Nachitjevan, som 1928 införlivades med staden Rostov. De nyerövrade områdena i södra nuvarande Ukraina kallades från 1764 Novorossijskaja (Nyryska) guvernementet, men bytte 1802 namn till Guvernementet Jekaterinoslav efter huvudstaden Jekaterinoslav, nuvarande Dnipro. I detta guvernement utgjorde Rostov en egen uezd från sin grundläggning 1797 och fram till 1887, då staden överfördes till det militärt förvaltade Don-området. Med järnmalm från Kryvyj Rih och stenkol från Donbass anlades 1846 ett gjuteri i Rostov, som 1859 började producera ångpannor och pumpar. På 1870-talet anlades järnvägar som förband Rostov med Charkiv, Voronezj och Vladikavkaz. Vid folkräkningen 1897 hade staden Rostov 119 500 invånare, 140 industriföretag och var en betydande exporthamn för spannmål, järnmalm och timmer. Det militärt förvaltade Don-området bestod fram till 1920, då Don oblast bilades, vilken 1924 blev Nordkaukasiska kraj inom Sydöstra oblast, men 1934 blev Azov-Svartahavs kraj. Slutligen bildades 1937 Rostov oblast. 1939 hade staden Rostov 500 000 invånare och Rostov oblast 2,95 miljoner. Staden Rostov drabbades hårt av andra världskriget under slagen om Rostov 1941, 1942 och 1943 och områdets folkmängd före kriget uppnåddes på nytt först 1954. I slutet av 1980-talet blev Rostov en miljonstad, men den tunga industrin klarade inte konkurrensutsättningen efter Sovjetunionens upplösning och år 2001 föll invånartalet på nytt under miljonen.

## Ekonomi
Områdets viktigaste industrier är jordbruk, livsmedelsindustri, tung industri, kolindustri och biltillverkning. 

## Befolkning
De största etniska grupperna är ryssar (87,36 procent enligt folkräkningen år 2002), ukrainare (2,69 procent) och armenier (2,5 procent); vidare finns ett flertal mindre grupper.

## Kultur
Bland kulturpersoner som förknippas med regionen är Anton Tjechov, Michail Sjolochov, Aleksandr Solzjenitsyn, Aleksandr Serafimovitj, Anatolij Kalinin (1916—2008, ru), Vitalij Zakrutkin (1908—1984, ru) och Michail Nikulin (1898—1985, ru).